# Louis Meintjes
Louis Meintjes (født 21. februar 1992) er en sydafrikansk cykelrytter der cykler for Intermarché-Wanty.

## Karriere
Louis Meintjes kørte sig ind på en flot andenplads ved U23 VM i 2013 i Firenze. Louis har selv sagt at han elsker verdensmesterskaber da de er uforudsigelige. Han kørte sin første Grand Tour i 2014 ved Vuelta a España. Han blev nr. 5 på 14. etape af det spanske tre ugers etapeløb. Han vandt sit første løb i Europa da han i 2015 vandt Settimana Internazionale di Coppi e Bartali. Han sikrede sig den samlede sejr ved, at vinde den sidste etape. Han deltog under Tour de France 2015, og blev nr. 5 på den pjaskvåde etape til Plateau de Beille. Han udgik senere af Touren pga. sygdom. Han kom tilbage i år 2015 under Vuelta a España hvor han kørte sig til en flot 10. plads samlet. Under Vueltaen offentliggjorde han, at han skrev under på en to årig kontrakt med Lampre-Merida gældende fra 2016.
Han leverede sit første gode resultat for hans nye hold Lampre-Merida i 2016 da han sluttede på en flot 9. plads samlet i Critérium du Dauphiné. Han blev også nr. 5 på etapen til Méribel. Herefter kørte han Tour de France, som var sæsonens helt store mål. Han blev samlet 8 efter en heroisk indsats, og han blev endda nr. 4 på 19. etape. Han kørte herefter det olympiske landevejsløb og blev nr. 7. 

## Palmarès
Kilde:
2010
National junior-mester på enkeltstart
National junior-mester på landevej
2011
3. etape, Triptyque Ardennaise
Sølv, Afrikanske mesterskab på enkeltstart
2012
National U23-mester på enkeltstart
2013
National U23-mester på enkeltstart
National U23-mester på landevej
5. etape, Tour de Korea
2. etape, Tour du Rwanda
Sølv, U23 VM, linjeløb
2014
2. plads samlet og 2. etape, Mzansi Tour
 Sydafrikansk mester på landevej
2015
Afrikamester på landevej
Samlet og 4. etape, Settimana Internazionale di Coppi e Bartali

Tidslinje over samlede placeringer i Grand Tours
| Grand Tour | 2014 | 2015 | 2016 |
| ---------- | ---- | ---- | ---- |
| Giro       | —    | —    | —    |
| Tour       | —    | WD   | 8    |
| Vuelta     | 55   | 10   | —    |

| DSQ | Diskvalificeret    |
| IP  | I gang             |
| WD  | Trak sig fra løbet |